# Girls like You
Girls like You è un singolo del gruppo musicale statunitense Maroon 5, pubblicato il 30 maggio 2018 come quarto estratto dal sesto album in studio Red Pill Blues.

## Descrizione
Si tratta di una nuova versione del brano che, a differenza di quella originaria, è caratterizzata dalla partecipazione vocale della rapper statunitense Cardi B.

## Video musicale
Il video musicale, diretto da David Dobkin, è stato reso disponibile il 30 maggio 2018 attraverso il canale YouTube del gruppo e vede il frontman Adam Levine, Cardi B e la comparsa di alcune celebrità come Camila Cabello, Rita Ora, Gal Gadot, Jennifer Lopez, Millie Bobby Brown, Mary J. Blige, Ellen DeGeneres, Alexandra Raisman e Behati Prinsloo.
Il 16 ottobre 2018, dato il successo di visualizzazioni al video, la band ha regalato ai fan una versione alternativa del video, intitolata Girls like You - Volume 2.

## Tracce
Testi e musiche di Adam Levine, Belcalis Almánzar, Brittany Talia Hazzard, Gian Stone, Henry Walter e Jason Evigan.
Download digitale
1. Girls like You (feat. Cardi B) – 3:55

Download digitale – CRAY Remix
1. Girls like You (feat. Cardi B) (Cray Remix) – 3:57

Download digitale – Tokimonsta Remix
1. Girls like You (feat. Cardi B) (Tokimonsta Remix) – 3:33

Download digitale – St. Vincent Remix
1. Girls like You (feat. Cardi B) (St. Vincent Remix) – 3:31

## Formazione
- Adam Levine – voce
- Cardi B – voce aggiuntiva
- Cirkut – produzione
- Jason Evigan – produzione
- Șerban Ghenea – missaggio

## Successo commerciale
Girls like You è stato il 19º singolo più consumato del 2019, accumulando 7,4 milioni di unità nel corso dei dodici mesi secondo l'International Federation of the Phonographic Industry.
Debuttò alla 94ª posizione nella Billboard Hot 100 e salì alla 4ª a seguito della sua prima settimana completa di vendite in seguito alla pubblicazione del video musicale. La canzone fece il quarto salto più grande della classifica (90 posizioni), oltre a diventare la quattordicesima top ten dei Maroon 5 e la sesta di Cardi B. Dopo aver trascorso sei settimane alla seconda posizione dietro a In My Feelings di Drake, la canzone raggiunse la vetta nella sua diciassettesima settimana di permanenza in classifica, diventando la quarta numero uno della band (la loro prima da One More Night del 2012) e la terza della rapper. Quest’ultima espanse il suo record di avere le più canzoni a raggiungere la cima di questa classifica tra le rapper donne. I Maroon 5 invece diventarono la band ad averne di più tra i duo o i gruppi. La canzone divenne la prima di genere pop ad arrivare in vetta dopo 34 settimane da record dove soltanto canzoni rap si trovavano alla prima posizione, dal gennaio al settembre 2018. Girls like You trascorse sette settimane in cima, facendo diventare Cardi B la rapper femminile ad averne trascorse di più complessivamente, con undici settimane. Con 33 settimane tra le prime dieci posizioni, la canzone raggiunse Shape of You di Ed Sheeran nel primato della canzone a trascorrerne di più nella storia della classifica. Trascorse inoltre 27 settimane non consecutive nella Adult Contemporary, diventando la seconda canzone a trascorrerne di più in vetta. Dopo che Girls like You susseguì I Like It alla prima posizione della Radio Songs, Cardi B divenne la prima rapper donna a rimpiazzare se stessa in questa classifica. Con 16 settimane in vetta, la canzone diventò, insieme a We Belong Together di Mariah Carey e Don't Speak dei No Doubt, la seconda a trascorrere più settimane in prima posizione di questa classifica e diventando anche quella a trascorrerne più settimane in questo secolo insieme alla sopracitata canzone di Carey. Con Girls like You i Maroon 5 ottennero la loro tredicesima numero uno da record nella Adult Top 40.

## Classifiche

### Classifiche settimanali
| Classifica (2018-19) | Posizione massima |
| -------------------- | ----------------- |
| Argentina            | 33                |
| Australia            | 2                 |
| Austria              | 8                 |
| Belgio (Fiandre)     | 5                 |
| Belgio (Vallonia)    | 2                 |
| Canada               | 1                 |
| Croazia              | 1                 |
| Danimarca            | 9                 |
| Estonia              | 6                 |
| Finlandia            | 16                |
| Francia              | 4                 |
| Germania             | 9                 |
| Grecia               | 3                 |
| Irlanda              | 5                 |
| Islanda              | 4                 |
| Italia               | 5                 |
| Lettonia             | 8                 |
| Libano               | 1                 |
| Lituania             | 14                |
| Lussemburgo          | 3                 |
| Malaysia             | 1                 |
| Norvegia             | 9                 |
| Nuova Zelanda        | 1                 |
| Paesi Bassi          | 18                |
| Polonia              | 3                 |
| Portogallo           | 4                 |
| Regno Unito          | 7                 |
| Repubblica Ceca      | 3                 |
| Romania              | 1                 |
| Russia               | 73                |
| Singapore            | 1                 |
| Slovacchia           | 1                 |
| Slovenia             | 2                 |
| Spagna               | 23                |
| Stati Uniti          | 1                 |
| Svezia               | 14                |
| Svizzera             | 4                 |
| Ungheria             | 3                 |

### Classifiche di fine anno
| Classifica (2018) | Posizione |
| ----------------- | --------- |
| Australia         | 8         |
| Austria           | 13        |
| Belgio (Fiandre)  | 16        |
| Belgio (Vallonia) | 4         |
| Brasile           | 122       |
| Canada            | 6         |
| Croazia           | 33        |
| Danimarca         | 31        |
| Estonia           | 22        |
| Francia           | 26        |
| Germania          | 25        |
| Irlanda           | 18        |
| Islanda           | 9         |
| Italia            | 24        |
| Nuova Zelanda     | 7         |
| Paesi Bassi       | 42        |
| Polonia           | 29        |
| Regno Unito       | 26        |
| Romania           | 18        |
| Spagna            | 55        |
| Stati Uniti       | 10        |
| Svezia            | 34        |
| Svizzera          | 14        |
| Ungheria          | 9         |
| Classifica (2019) | Posizione |
| Australia         | 73        |
| Belgio (Fiandre)  | 93        |
| Canada            | 15        |
| Francia           | 130       |
| Islanda           | 93        |
| Regno Unito       | 87        |
| Romania           | 46        |
| Russia            | 122       |
| Slovenia          | 21        |
| Stati Uniti       | 22        |
| Classifica (2020) | Posizione |
| Slovenia          | 48        |

### Classifiche di fine decennio
| Classifica (2010-19) | Posizione |
| -------------------- | --------- |
| Stati Uniti          | 5         |

### Classifiche di fine secolo
| Classifica (2000-2024) | Posizione |
| ---------------------- | --------- |
| Stati Uniti            | 15        |

### Classifiche di tutti i tempi
| Classifica (1958-2021) | Posizione |
| ---------------------- | --------- |
| Stati Uniti            | 30        |

## Riconoscimenti
- Billboard Music Awards[90]
  - 2019 – Miglior canzone
  - 2019 – Miglior canzone venduta
  - 2019 – Miglior collaborazione
  - 2019 – Miglior canzone radiofonica
  - 2019 – Candidatura al miglior videoclip più riprodotto

- Grammy Awards[91]
  - 2019 – Candidatura al Miglior interpretazione pop di un duo o un gruppo

- MTV Video Music Awards[92]
  - 2018 – Candidatura alla canzone dell'estate